# Angus Young
Angus McKinnon Young (Glasgow, 31 maart 1955) is de leadgitarist van de hardrockband AC/DC. Hij is de jongste van acht kinderen uit een muzikale familie die begin jaren 60 verhuisde naar Australië, zijn oudere broer George Young speelde in de The Easybeats.

## Carrière
Angus leerde gitaarspelen door veel van zijn oudere broer Malcolm Young op te pikken. Nadat hij begin jaren 70 van de middelbare school kwam, begon hij in bandjes te spelen die namen hadden als Kentuckee en Tantrum. Malcolm richtte in 1973 samen met Angus een nieuwe band op. AC/DC werd daarna al snel een begrip.
Beroemd zijn zijn gimmicks zoals het onafscheidelijke schooluniform en het kenmerkende Chuck Berry-loopje, de duckwalk. Hijzelf beweert dat hij zich in zijn schooluniform het meest op zijn gemak voelt als hij gitaar speelt, omdat hij vroeger als hij van school kwam onmiddellijk in zijn kamer gitaar begon te spelen zonder zijn uniform eerst uit te trekken. De waarheid is echter dat hij vóór het uniform vele gimmicks heeft geprobeerd. Zo trad hij in zijn beginjaren (nog vóór AC/DC) op in een gorillapak, maar stopte hiermee omdat het te warm en onhandelbaar werd in de hete spotlights. Later probeerde hij het dan in een Supermankostuum, compleet met een telefooncel op het podium, waarin hij zich dan tussen twee gitaarsolo's omkleedde. Ooit raakte hij in zijn haast midden in een optreden hierin vastgeklemd, waarna het beroemde schooluniform weer uit de kast kwam, dat nu na al die jaren zijn handelsmerk is geworden. Angus Young speelt op een Gibson SG Heritage Cherry. Gibson heeft een signatuurserie van deze gitaren uitgebracht.

## Privéleven
Angus Young trouwde, vlak voor de dood van bandlid Bon Scott in 1980, met Ellen van Lochem uit het Nederlandse dorp Aalten. Zij is een voormalige vriendin van Bennie Jolink. Hij leerde haar kennen toen zij samen met een aantal vriendinnen op de gastenlijst was gezet door Ad Vandenberg. Die speelde namelijk met zijn band Teaser in het voorprogramma van AC/DC bij een concert in Nijmegen. Adje leek het een leuke kennismaking tussen de lange, blonde Ellen en de kortere mannen van AC/DC.
Young probeert zijn privéleven zoveel mogelijk uit de media te houden. Het is bekend dat hij een huis heeft in Aalten in de Achterhoek. Hij staat mede daarom genoteerd in de Quote 500, een lijst van de rijkste mensen van Nederland.
- Bibsys: 4082255
- Biblioteca Nacional de España: XX1543359
- Bibliothèque nationale de France: cb14044559j (data)
- Gemeinsame Normdatei: 134571673
- International Standard Name Identifier: 0000 0003 5515 8625
- Library of Congress Control Number: n78011847
- MusicBrainz: a0a54c69-b0d2-4d2a-bcf8-994b8846b0d8
- Nationale Bibliotheek van Tsjechië: ola2002151859
- Nationale Bibliotheek van Israël: 987007349391605171
- Nationale en Universitaire bibliotheek Zagreb: 000052196
- Nederlandse Thesaurus van Auteursnamen: 186299222
- Istituto Centrale per il Catalogo Unico: DDSV014274
- Virtual International Authority File: 84964119
- WorldCat: E39PBJxGWPW4ThTJVBgWjXjDMP

Angus Young · Malcolm Young · Cliff Williams · Brian Johnson · Phil Rudd

Bon Scott · Dave Evans · Peter Clack · Rob Bailey · Simon Wright · Chris Slade · Mark Evans